# GE AC44i
A GE AC44i é uma locomotiva diesel-elétrica produzida pela General Electric, exclusivamente para o Brasil, e os últimos lotes posteriormente pela Wabtec, trata-se da primeira locomotiva (característica principal) com tração de corrente alternada comercialmente usada no país e produzida em larga escala. Ela é muito semelhante as Dash 9 GE C44-9WM e GE C44-EMi, diferenciando esteticamente os truques e a tela do freio dinâmico, pois é uma AC4400CW [en] adaptada ao gabarito apertado dos túneis da Linha do Centro da MRS, podendo teoricamente rodar com segurança em qualquer ferrovia de bitola larga no país.
Foram produzidas mais de 500 locomotivas AC44i no Brasil e nos EUA, sendo as maiores operadoras a MRS e a Rumo.

## MRS Logística
As locomotivas pertencentes a MRS são numeradas de 3401 a 3495 e 7210 a 7352, totalizando 238 unidades produzidas, foram compradas entre 2008 e 2017 em 5 lotes diferentes;
Atualmente são 233 unidades em condições de operação, as locomotivas 3426, 3471 e 7240 foram baixadas após o acidente no pátio de Pitangueiras (P2-05) na Serra de Arantina-MG, em abril de 2014, e as locomotivas 3466 e 7348 foram soterradas pela lama de rejeitos de minério após o rompimento da barragem 1 da mina Córrego do Feijão em Brumadinho-MG, em 25 de janeiro de 2019; a locomotiva 3433 está baixada por incêndio; a locomotiva 7380 em janeiro de 2025 foi baixada devido a um acidente envolvendo uma pedra que caiu na linha, em Juiz de Fora-MG. 
O primeiro lote com 57 locomotivas foi fabricado em 2008 pela GE Transportation em Erie, EUA, adotando o design das GE C44-EMi com gabarito para poder trafegar em toda a malha da MRS. As locomotivas do primeiro lote foram numeradas de 3401 a 3457, sendo que a 3401 é a única que veio com o raio pequeno nas laterais da cabine, padrão das locomotivas irmãs AC4400CW [en] da CSX, em comemoração por ser a primeira locomotiva à tração de corrente alternada fabricada para o Brasil, apesar da primeira locomotiva AC44i à desembarcar no país ter sido a 3420. Esse lote também marca por ser das únicas AC44i fabricadas nos EUA;
O segundo lote com 28 locomotivas foi fabricado entre 2008 e 2009 na GE do Brasil em Contagem. Sendo o primeiro lote fabricado no país, padronizando a tração dos pesados trens de minério apenas com as novas AC44i e C44-EMi, foram numeradas de 3458 a 3485, com 3 variações no padrão de pintura. As 3458 a 3465 vieram com o mesmo padrão do primeiro lote, com as setas do lado esquerdo da locomotiva viradas para frente e as demais viriam todas com uma pintura nova e diferente, inspirada no raio da 3401 e inaugurando um facelift no padrão de pintura onde as setas do lado esquerdo da locomotiva fossem na posição original, viradas para trás, fazendo com que as setas deem a volta no corpo da locomotiva, que por motivos desconhecidos vingou apenas em menos da metade. Numeradas de 3466 a 3471, 3473 e 3474, essas locomotivas ficaram conhecidas como raiadas. Das raiadas, apenas 7 (contando com a 3401) continuam em operação, as 3466 e 3471 foram baixadas em 2019 e 2014 respectivamente após os acidentes citados acima. As outras 12, numeradas de 3472 e 3475 a 3485, vieram sem o raio, mas com o novo padrão de pintura da MRS com as setas do lado esquerdo viradas para trás. Um detalhe interessante que facilita o reconhecimento do lote é o espaço nas laterais da cabine que seria destinado ao raio; 
Inicialmente esses 2 primeiros lotes foram comprados para o transporte de minério de ferro até então junto com as C30-7, C36-7, C44-EMi e raramente SD40-3 com destino a CSN e aos portos de Sepetiba, Itaguaí ou ao terminal da Vale S.A. na ilha de Guaíba em Mangaratiba-RJ. Também foram destacadas no auxílio de trens de minério carregados a partir do km 575 no ramal do Paraopeba em Brumadinho-MG junto com as outras locomotivas citadas anteriormente e em Barra do Piraí-RJ até Humberto Antunes, em Mendes-RJ com 2 AC44i na maioria das ocasiões operando junto com uma outra locomotiva no meio, como U23CA, SD40-3, C26-7MP, C30-7, C36-7 e até a própria AC44i. Com o passar dos anos, as AC44i da MRS foram ganhando espaço em outros trens, como Carvão, Açúcar através da malha paulista da Rumo, Carga Geral, Calcário em pó, Bauxita e até o trem de serviço com Diesel que vem de Betim pra abastecer o P1-07;
O terceiro e maior lote da MRS com 110 locomotivas foi fabricado entre 2011 e 2012 e as locomotivas foram numeradas de 3486 a 3495 e 7210 a 7309. Esse foi o lote que mais mexeu no parque de tração da MRS: substituiu definitivamente as locomotivas mais velhas e cansadas como as C30-7 e C36-7 de praticamente todos os trens de minério de ferro e aos poucos dos auxílios dos trens de minério e carvão, dispensando boa parte pros trens de São Paulo, também nas linhas da ALL (hoje administrada pela Rumo) e CPTM, e aposentou definitivamente as SD38 e U23C da tração dos trens de carga geral, migrando pros trens de serviço.
O último lote antes do encerramento definitivo da produção do modelo AC44i, com 54 locomotivas numeradas de 7353 a 7406, foi fabricado entre 2021 e 2022, sendo que a 7406 foi a última AC44i produzida no mundo. 

## ALL
No primeiro lote de AC44i da ALL, a numeração das locomotivas são a continuação das GE C44-9WM (Dash 9) compradas pela Ferronorte, iniciando pela 9051 e vai até a 9060, continuando com as AC44i Brado. No lote comprado em 2013, inicia-se a numeração em 603 até a 617 e continua a série com as EMD SD70. No lote de 2015, inicia-se em 633 até a 639, e O último lote em 2017, inicia-se em 8273 até a 8286.

## Rumo Logística
As AC44i da primeira fase da Rumo são numeradas de 9810 a 9859, 8287 a 8299 e 8316 a 8324, foram compradas em dois lotes diferentes em 2010 e 2015 respectivamente.
O primeiro lote de 50 locomotivas numeradas de 9810 a 9859 foi comprado em 2010 quando a então Rumo Logística, concessionária da Cosan no estado de São Paulo, iniciou as operações. O segundo lote com apenas 22 locomotivas numeradas de 8287 a 8299 e 8316 a 8324 foi comprado em 2015, e até a 8289 com pequenas diferenças visuais na pintura, que ficou conhecida como pré-fusão, por ser a ultima pintura de transição entre a ALL e a Rumo: nas laterais do motor apenas o nome "rumo" sem nada escrito embaixo e o logotipo da Arco Rail no lugar do logotipo da ALL. A Partir da 8290, as locomotivas passaram a possuir a pintura azul escura da Rumo, 'fase 2'.
Lotes adicionais de locomotivas numeradas de 9865 a 9917 foram comprados em 2015-2016, 680 a 698 em 2017 a 2018, 754 a 771 em 2019, 772 a 787 em 2020, e 2500 a 2529 em 2021. A rumo 787 foi construída a partir de uma locomotiva GE C44-9WM 9028, sendo denominada AC44Mi.
São as mais bem vistas e de grande popularidade pelos railfans (atrás apenas das AC44i da MRS) por seu belo layout da pintura.

## Fibria
Foram adquiridas 21 locomotivas para escoar a produção de celulose da sua nova fábrica em Três Lagoas (MS). Percorrem a rota entre o terminal intermodal no município de Aparecida do Taboado (MS) e o terminal da Fibria no Porto de Santos (SP). São numeradas de 8394 a 8399 e 8414 a 8428. 

## Brado Logística
Fundada em 2011, a Brado Logística, empresa de transporte de contêineres, adquiriu no início de 2012 um lote com as suas duas primeiras AC44i. Continuando a série Ferronorte, foram distribuídas nas seguintes numerações: # 9061 e # 9062. Foram destacadas principalmente no transporte de contêineres, mas pode ser vista como comandante em outros trens. Em meados de 2013, junto com um translado de duas SD70ACe 6523 e 6524 VLI, veio a AC44i # 9580, continuando a série 95xx com as EMD SD40-2 Progress Rail de bitola métrica alugadas. Em setembro do mesmo ano e agosto de 2014, a Brado recebeu dois lotes respectivamente: o primeiro lote veio com 3 AC44i (# 9860 a # 9862) e o segundo, com duas locomotivas (# 9863 e # 9864), continuando a série Rumo. Lots tres 9918-9922 en 2018.

## Valor da Logística Integrada
A Vale, segunda maior empresa de mineração do mundo, incorporou a Ferrovia Centro-Atlântica e tornou-se sua dona. Criou uma nova fase na empresa, nova cor, nova logomarca, enfim, uma mudança geral. Tempos depois, nascia a Valor da Logística Integrada, popularmente chamada de VLI, que após a venda do controle acionário para a Mitsui, mudou seu nome para VLI Multimodal. 
Como a FCA tem operações no Triângulo Mineiro, Norte e Sul de Minas, Goiás, Distrito Federal, Bahia, Rio de Janeiro, Espírito Santo e no Estado de São Paulo, a VLI logo foi incumbida de administrar as operações ferroviárias. Assim, a VLI passa a receber locomotivas GE AC44i em Paulínia, para fazer o transporte da bauxita vinda das jazidas da região de Poços de Caldas para a CBA em Alumínio, além das próprias cargas graneleiras oriundas do Oeste e Triângulo Mineiro, todos rumo ao Porto de Santos. Transportando as cargas via bitola métrica pela Linha Tronco (Estrada de Ferro Mogiana), o transbordo era feito nos pátios na região de Campinas, onde era acoplado um vagão-madrinha entre os vagões da bitola métrica (1,00m) e à locomotiva de bitola larga (1,60m). As primeiras locos vieram no fim de 2012 em um lote de 11 (# 8563 a # 8573) lote de 21 em 2015 a 2016 (# 8574 a # 8594). Posteriormente, foram adicionando as AC44i, 27 locomotivas EMD SD70ACe (como a ALL). A partir de 2016, as locomotivas de bitola larga foram progressivamente sendo transferidas para a operação da Ferrovia Norte-Sul S/A, no Tocantins e no Maranhão.